# Guignemicourt

Guignemicourt este o comună în departamentul Somme, Franța. În 1 ianuarie 2022 avea o populație de 398 de locuitori.